# Північна Хань
Північна Ха́нь (спрощ.: 北汉; кит. трад.: 北漢; піньїнь: Běi Hàn) — держава, що виникла після повалення династії Пізня Хань. Ця династія керувалася ванами з тюркського роду Лю. Правління цієї династії тривало 28 років. Повалена династією Сун у 979 році. З цим завершився період п'яти династій і десяти держав.

## Історія
Після повалення у 950 році тюркської династії Пізня Хань один з вождів тюрок-шато Лю Мінь не визнав влади нової династії Пізня Чжоу, утворивши у 951 році нову державу, що отримала назву Північна Хань (займала північ колишньої Пізньої Хань — сучасна територія провінції шаньсі). При цьому прийняв титул вана.
Деякий час володарі нової держави маневрували між потужними державами північна Чжоу (потім Сун), Ляо та Західна Ся. Завдяки цьому їх влада тривала до 979 року. Проте наприкінці 970-х років сунські війська об'єднали увесь південь та центр Китаю. Після цього Північна Хань було атаковане імператором Тай-цзуном, який після запеклої битви захопив ханьську столицю Тайюань.